# Dnd (відеогра)
dnd, або The Game Of Dungeons (гра підземель) — одна з перших рольових ігор, натхненна однойменною грою D&D та випущена в 1974—1975 роках для комп'ютера PLATO.

## Геймплей
В dnd, персонаж створений гравцем йде в багатоповерхове підземелля Уайзенвуда у пошуках магічної кулі. Гра показує підземелля в перспективі згори та імплементує багато правил з першого видання D&D. Основні способи боротьби з монстрами — заклинання. Також, у грі присутній перший ігровий бос — потужний золотий дракон що охороняє магічну кулю.